# 2025년 쿤디나마르카 지진
2025년 쿤디나마르카 지진은 2025년 6월 8일 08:08:05 COT (13:08 UTC), 콜롬비아 쿤디나마르카주의 파라테부에노 마을 근처에서 발생한 규모 Mw 6.3의 지진이다. 이 지진으로 최소 31명이 부상을 입었다.

## 지질학적 환경
나스카판이 북안데스판 (남아메리카판의 일부) 아래로 섭입하면서 콜롬비아 해안선을 따라 중간에서 큰 규모의 지진이 발생한다. 페루-칠레 해구의 북부에 거대한 메가스러스트 단층이 있으며, 이 해구는 규모 Mw  8.8의 1906년 에콰도르-콜롬비아 지진을 포함하여 매우 큰 지진이 발생했다. 이 지진은 콜롬비아 지역에서 가장 큰 지진이며 계측 기록된 지진 중 6번째로 큰 규모의 지진이다.
북안데스판은 남아메리카판에 대해 연간 8.6 mm의 속도로 북동쪽으로 이동한다. 이 움직임은 판 경계에 평행한 움직임(우수향 주향이동)이 연간 8.1 mm이고, 경계에 수직인 수축 형태의 움직임이 연간 4.3 mm이다. 이 경계는 충상단층과 사교 이동 단층으로 구성된 동부 전면 단층계에서 형성되며, 이들이 이 변위를 흡수한다. 이 경계는 1967년 네이바, 2008년 엘칼바리오, 2023년 메타-쿤디나마르카 지진과 같은 여러 큰 지진이 일어났다.

## 지진

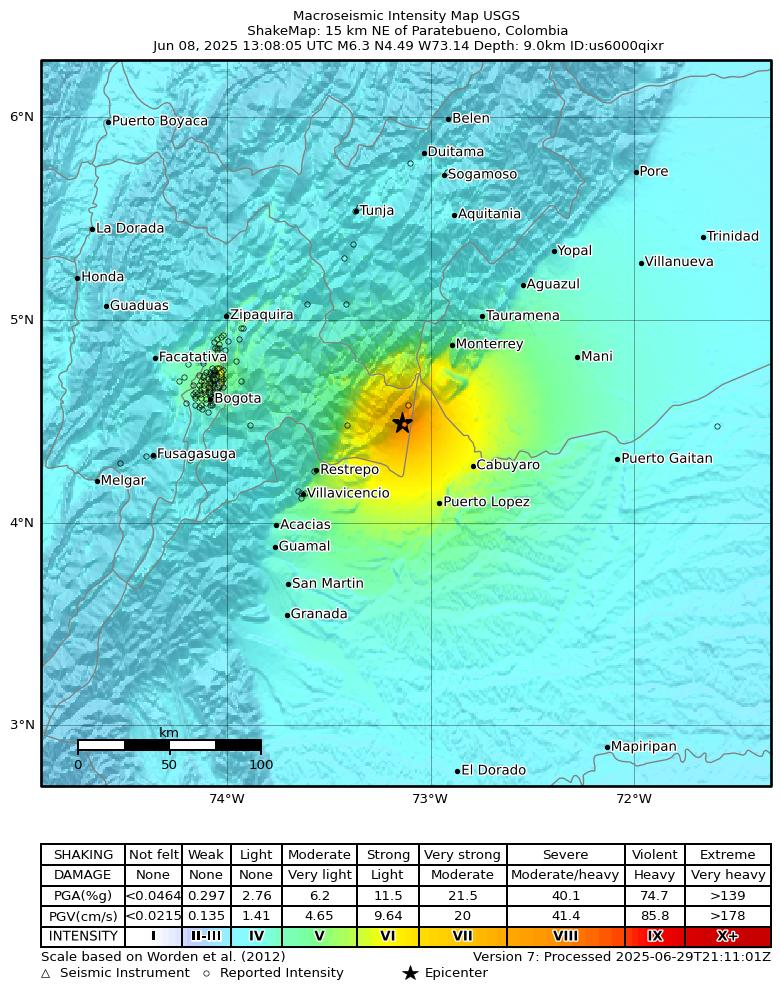
진도 지도.

이 지진의 진앙은 메타주와의 경계 근처 쿤디나마르카주의 파라테부에노 지방자치단체이다. 지하 9 km에서 발생했으며, 파라테부에노, 메디나, 바랑카데우피아 및 카부야로에서 최대 수정 메르칼리 진도 VIII를 기록했고, 보고타와 비야비센시오에서는 V를 기록했다.

## 영향
파라테부에노와 메디나에서 30명 이상이 부상을 입었다. 진앙에 가장 가까운 파라테부에노에서는 134채의 가옥이 붕괴되고, 250채의 다른 가옥과 6개의 학교, 교회, 고속도로가 손상되었으며 산사태가 발생했다. 산타세실리아 마을에서는 최대 90%의 구조물이 손상되거나 파괴되었고, 학교 건물이 완전히 붕괴되었다. 메디나에서는 최소 45채의 가옥이 붕괴되고, 110채의 다른 가옥, 15개의 학교, 3개의 교회가 손상되었다. 토카이마와 산후안데리오세코에서는 8개의 구조물이 손상되고 전력선이 손상되었다. 비야비센시오와 요팔 사이의 도로도 균열이 발생했다. 모스케라에서는 한 채의 가옥이 붕괴되고, 교회가 손상되었으며, 케이블선이 끊어졌다. 가체타와 과스카에서도 일부 보건 시설과 학교가 영향을 받았다. 파코라에서는 여러 채의 가옥이 손상되었다. 포메케, 우네, 시바테에서는 두 교회가 손상되고 보건소 한 곳이 손상되었다. 산페드로데하과에서는 묘지 입구가 붕괴되고 교회가 손상되었다. 쿠마랄에서는 두 건물이 손상되고 도로가 균열되었으며, 많은 사람들이 공황 발작으로 입원했다. 비야비센시오에서는 물탱크가 붕괴되고 두 쇼핑센터가 손상되었다. 보고타에서는 한 명이 공황 발작으로 치료를 받았고, 여러 명이 엘리베이터에 갇혔으며, 178개 이상의 구조물이 경미한 손상을 입었고, 광범위한 정전이 발생했다.

## 같이 보기
- 콜롬비아의 지진 목록
- 2025년 지진